# Nieves García
Nieves García (23 luglio 1955) è una scacchista spagnola, Maestro Internazionale femminile.

## Carriera

### Competizioni Nazionali

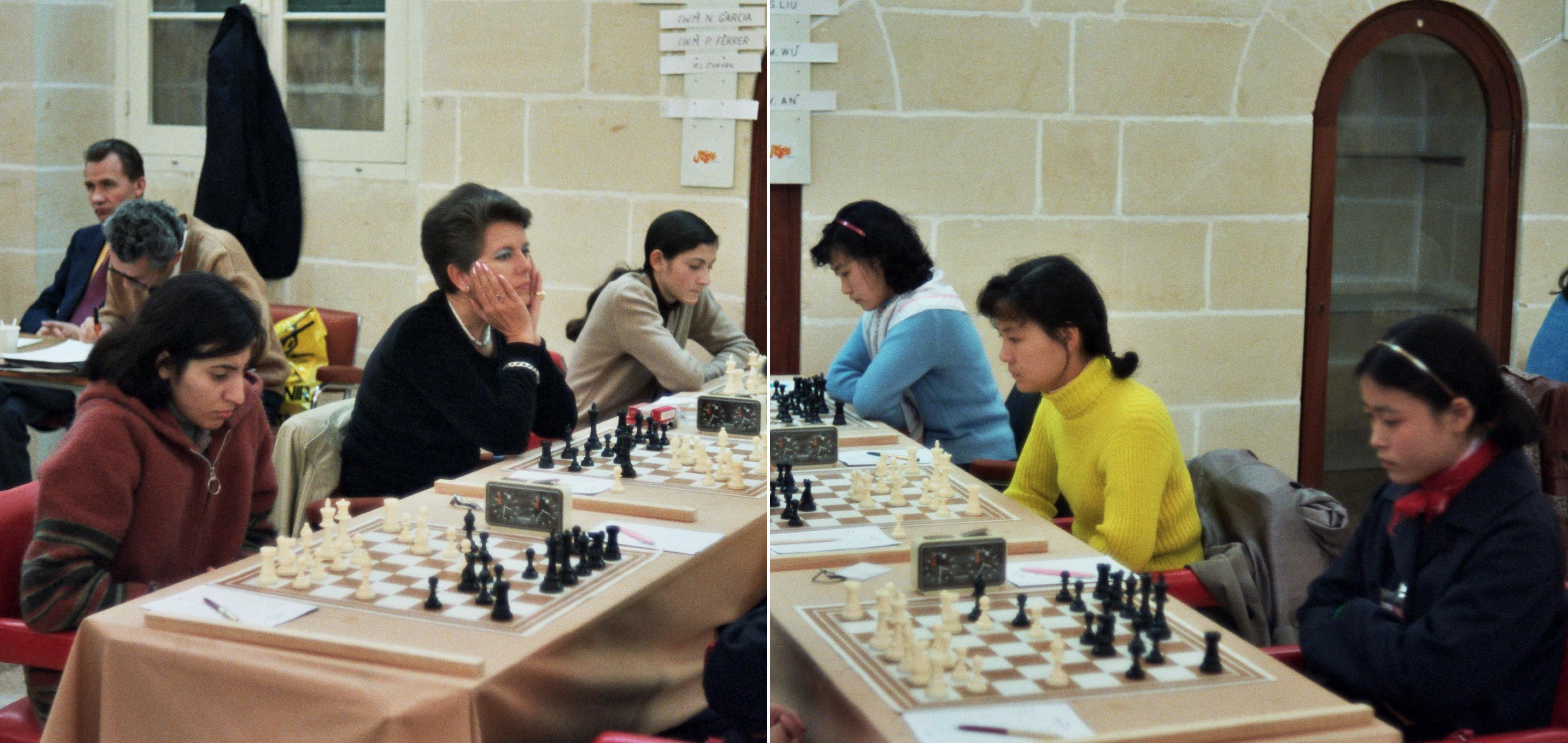
Un momento della sfida Spagna-Cina durante le Olimpiadi degli scacchi del 1980. Nieves García in primo piano con i pezzi bianchi affronta Liu Shilan

Ha vinto 11 volte (1975, 1977, 1978, 1981, 1982, 1984, 1992, 1993, 1996, 1998 e 2003) il Campionato spagnolo femminile di scacchi, oltre ad esservi giunta seconda in 6 occasioni (1976, 1986, 1988, 1990, 2000 e 2007).

### Competizioni Internazionali
È stata membro della squadra nazionale partecipante alle Olimpiadi degli scacchi dal 1974 al 2004 (saltando l'edizione del 2002), nelle quali ha disputato 171 partite ottenendo 59 vittorie, 77 patte e	35 sconfitte, oltre a una medaglia di bronzo di squadra e una d'argento personale come seconda scacchiera (entrambe durante l'edizione del 1976 ad Haifa).
Ha partecipato quattro volte (1992, 1999, 2001 e 2003) al Campionato europeo a squadre femminile, nei quali ha ottenuto una medaglia di bronzo personale come 1a riserva nell'edizione 2003 tenutasi a Plovdiv.
Ha partecipato due volte al Torneo Interzonale qualificatorio al Campionato del mondo femminile, nel 1979 ad Alicante e nel 1982 a Tbilisi. Giunse nona con 8.5 su 17 nel primo caso e quarta con 8 su 14 nel secondo.

## Libri Pubblicati
Con la casa editrice La casa del ajedrez ha pubblicato nel 2000 il libro "Enseñanzas básicas de ajedrez".